# 브루노 추미노
브루노 추미노(이탈리아어: Bruno Zumino, 1923년 4월 28일 –)은 이탈리아의 이론물리학자이다.

## 생애
1923년 로마에서 태어났다. 이탈리아에서 공부하였으며, 1945년에 로마 라 사피엔차 대학교에서 박사 학위를 받고 졸업하였다. 이후 캘리포니아 대학교 버클리의 물리학 교수로 부임하였으며, 1994년 은퇴하였다.
게르하르트 뤼더스(독일어: Gerhart Lüders)와 CPT 정리를 증명하였다. 또한, 율리우스 베스(독일어: Julius Wess)와 같이 베스-추미노 모형(최초의 널리 알려진 4차원 초대칭 모형)과 베스-추미노-위튼 모형 (등각 장론의 하나)을 발명하였다.

## 학력
- 1940년~1945년: 로마 라 사피엔차 대학교 물리학 박사

## 같이 보기
- 폴랴코프 작용